# Pawlo Tytschyna

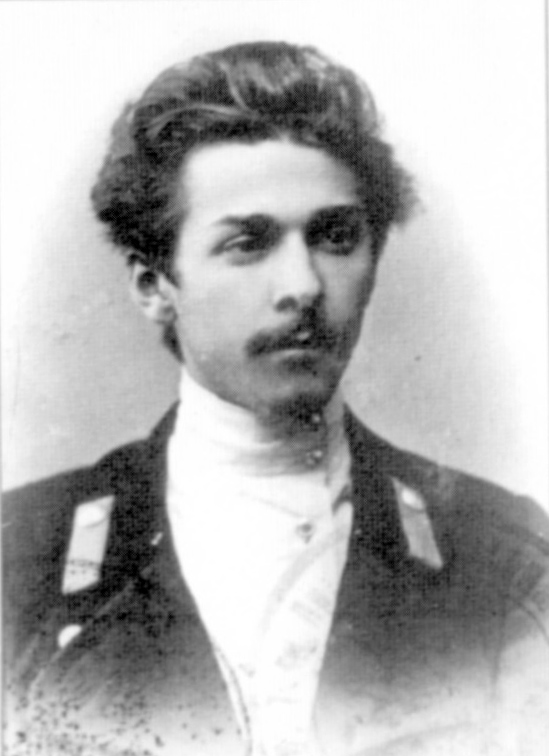
Pawlo Tytschyna 1913

Pawlo Hryhorowytsch Tytschyna (* 15. Januarjul. / 27. Januar 1891greg. in Pisky, Gouvernement Tschernigow, Russisches Kaiserreich; † 16. September 1967 in Kiew, Ukrainische SSR) war ein sowjetisch-ukrainischer Dichter, Übersetzer und Politiker.

## Leben

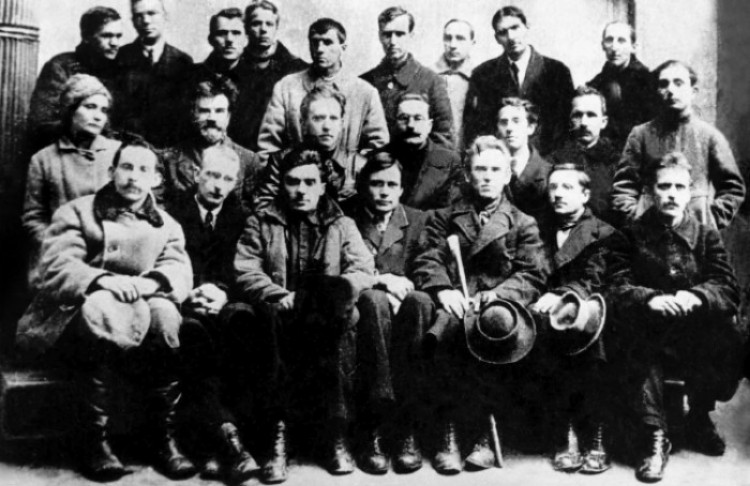
Charkiwer und Kiewer Künstler, 1923. Von links nach rechts. Erste Reihe: Maksym Rylskyj, Jurij Meschenko, Mykola Chwylowyj, Majk Johansen, Juchym Mychajliw, Mychajlo Werykiwskyj, Pylyp Kosyzkyj. Zweite Reihe: Natalja Romanowytsch, Mychajlo Mohyljanskyj, Wassyl Ellan-Blakytnyj, Serhij Pylypenko, Pawlo Tytschyna, Pawlo Fylypowytsch. Dritte Reihe: Dmytro Sahul, Mykola Serow, Mychajlo Draj-Chmara, Hryhorij Kossynka, Wolodymyr Sosjura, Teodosij Osmatschka, Wolodymyr Korjak, Mychajlo Iwtschenko

Zu Beginn seines Schaffens schrieb Tytschyna Dichtungen mit politischem Inhalt, die durch pantheistische Elemente und nationalistisches Gedankengut geprägt waren.
Die 1920er Jahre waren die Blütezeit seines dichterischen Schaffens. Seine impressionistischen, stark philosophisch geprägten und zugleich der Volksdichtung entstammenden musikalischen Dichtungen machten ihn zum hervorragendsten ukrainischen Dichter seiner Zeit. Tytschynas spätere Dichtungen im Stil des sozialistischen Realismus standen ganz im Sinne der Parteidoktrin und handelten größtenteils vom sozialistischen Aufbau in der Sowjetunion. Des Weiteren machte sich Tytschyna als Übersetzer (unter anderem Russisch, Türkisch, Polnisch, Deutsch, Armenisch und Litauisch) einen Namen.
Pawlo Tytschyna war seit 1929 Akademiemitglied der Akademie der Wissenschaften der ukrainischen SSR und zwischen 1936 und 1939 und erneut von 1941 bis 1943 Leiter des Literaturinstituts der Akademie.
1949 schrieb er den Text zur Hymne der Ukrainischen SSR.
Von 1938 an war er Abgeordneter der Werchowna Rada der Ukrainischen SSR und von 1953 bis 1959 deren Vorsitzender. Zwischen 1943 und 1948 war er Bildungsminister der Ukrainischen SSR. Er starb in Kiew und wurde auf dem Baikowe-Friedhof bestattet.

## Ehrungen
1941 erhielt er den Stalinpreis, 1962 den Taras-Schewtschenko-Preis und 1967 den Titel „Held der sozialistischen Arbeit“. Außerdem erhielt er fünfmal den Leninorden und zweimal den Orden des Roten Banners der Arbeit.
2011 gab die ukrainische Nationalbank zu Pawlo Tytschynas 120. Geburtstag eine Fünf-Hrywnja-Gedenkmünze mit seinem Konterfei heraus.